# Gòfer del Cofre de Perote
El gòfer del Cofre de Perote o gòfer de Nauhcampatépetl (Cratogeomys perotensis) és una espècie de mamífer rosegador de la família dels geòmids. És una espècie endèmica de Mèxic, on habita el sud de l'estat d'Hidalgo, les muntanyes de Puebla i la part central occidental de Veracruz al sud de Cofre de Perote i Pic d'Orizaba. Habita els herbassars i els boscos temperats de pins i roures en altituds que van dels 2.400 als 4.000 metres. Tot i que l'hàbitat natural minva per l'agricultura i la urbanització, no hi ha cap amenaça coneguda, i per això és classificat al grup de risc mínim a la Llista Vermella de la UICN.
Aquesta espècie fou descrita per primer cop per Merriam el 1895, encara que fins fa poc era considerada un sinònim de C. merriami. Una revisió taxonòmica recent de C. merriami, basada en múltiples característiques va donar lloc a dues espècies que es van separar de C. merriami: C. fulvescens i C. perotensis. Malgrat aquesta recent revisió, algunes fonts encara no la consideren com a espècie.
No s'han descrit subespècies.